# Іоаннісіані Баграт Костянтинович
Баграт Костянтинович Іоаннісіані (23 жовтня 1911 — 1985) — радянський конструктор астрономічних інструментів.
Лауреат Ленінської премії (1957), Герой Соціалістичної Праці (1977).

## Життєпис
Народився в Єревані, вірменин за національністю. З 1930 року працював на Ленінградському машинобудівному заводі «Красная заря» — спочатку робітником, а потім креслярем. 1933 року закінчив курси підвищення кваліфікації для конструкторів. Працював на Ленінградському оптико-механічному об'єднанні ім. Леніна (ЛОМО (раніше — Державний оптико-механічний завод у Ленінграді). У роки Німецько-радянської війни був інженером-конструктором у Казані. З 1945 — провідний конструктор Державного оптичного інституту. Спільно з Д.Д.Максутовим розпочав роботи з впровадження меніскових систем в астрономію. 
Є автором низки нових оригінальних конструкцій астрономічних інструментів.
- небулярний спектрограф АСИ-1 (1949),
- менісковий телескоп АСИ-2 діаметром 500 мм (1950),
- серія оригінальних, хоча і малих за розмірами інструментів (дзеркально-лінзова камера АСИ-4, відображальний телескоп з безщілинним кварцовим спектрографом АСИ-5, безщілинний менісковий дифракційно-лінзовий спектрограф АС-31),
- спільно з Максутовим ним було створено один з найбільших у світі менісковий телескоп АС-32 (вхідний отвір телескопа 700 мм, діаметр головного дзеркала 975 мм) з автоматичною системою керування, встановлений в Абастуманській обсерваторії .
- 1961 року в Кримській астрофізичній обсерваторії АН СРСР було завершено монтаж дзеркального телескопа Шайна (рос. ЗТШ) із дзеркалом діаметром 2,6 м. Цей один з найбільших у Європі рефлекторів було створено за проектом Іоаннісіані на Ленінградському оптико-механічному об'єднанні ім. Леніна.
- У Спеціальній астрофізичній обсерваторії АН СРСР 1975 року введено в дію найбільший у світі (на той час) рефлектор із дзеркалом діаметром 6 м, головним конструктором якого був Іоаннісіані. Під час розробки проекту цього рефлектора, що отримав назву «Великий телескоп азимутальний» (рос. БТА), вдалося відійти від традиційних схем і вперше для великого оптичного телескопа застосувати схему стеження труби за об'єктом у системі альт-азимутальних координат (висота — азимут): одна вісь розташована вертикально, а друга — горизонтально. Така схема має низку переваг і відкрила нові шляхи створення великих телескопів.

Ім'ям Іоаннісіані названо малу планету 2450 Іоаннісіані, відкриту М.С.Черних 1 вересня 1978 року в Кримській астрофізичній обсерваторії.